# برنامج الأغذية العالمي في بورما
يزود برنامج الأغذية العالمي التابع للأمم المتحدة في بورما المحتاجين في بورما للغذاء والمؤن.
ويقدم برنامج الأغذية العالمي في بورما، الذي يرأسه بهيم أوداس-Bhim Udas، إمدادات غذائية تتكون من الأرز والبقول والملح المعالج باليود والزيت، ولا سيما للفقراء والضعفاء في ولايات راخين وشان الشمالية في البلد وفي شعبة ماغاي. برنامج الأغذية العالمي التابع للأمم المتحدة في بورما مسؤول عن إفادة حوالي 500,000 إلى 600,000 شخص، وغالبا ما يعملون مع المصابين بأمراض مثل الإيدز والملاريا والسل.
وقد حث رئيس برنامج الأغذية البورمي أوداس حكومة بورما على تقديم المزيد من المساعدات في المناطق الأكثر فقرًا من البلاد حيث أنه في الفترات الصعبة قد يتطلب توزيع الإمدادات بالكامل فترة قد تصل من ثلاثة إلى ستة أشهر، وفي ذلك الوقت غالبًا ما يكون الأوان متأخرًا.
وخلال الاحتجاجات المناهضة للحكومة البورمية في 2007، أفادت الأمم المتحدة بان شحنات الأغذية من شعبة ماندالاي يتم توزيعها إلى نصف مليون شخص في المقاطعات الشمالية. وأضافت هذه المشكلة نقص التمويل خلال العملية التي مدتها ثلاث سنوات والفقر الناجم عن قيام الحكومة بالقضاء على زراعة الأفيون. وسرعان ما تم استئناف التعاون العسكري للمساعدة في شحنات الاغذية.